# Đạ Huoai
Đạ Huoai là một huyện thuộc tỉnh Lâm Đồng, Việt Nam.

## Địa lý
Huyện Đạ Huoai nằm ở phía tây nam tỉnh Lâm Đồng, cách thành phố Đà Lạt khoảng 155 km về phía Đông Bắc, cách Thành phố Hồ Chí Minh khoảng 145 km về phía Tây Nam, có vị trí địa lý:
- Phía đông giáp thành phố Bảo Lộc và huyện Bảo Lâm
- Phía tây giáp huyện Tân Phú, tỉnh Đồng Nai và huyện Bù Đăng, tỉnh Bình Phước
- Phía nam giáp huyện Tánh Linh và huyện Đức Linh, tỉnh Bình Thuận
- Phía bắc giáp huyện Đắk R'lấp, tỉnh Đắk Nông.

Đây cũng là địa phương có dự án Đường cao tốc Dầu Giây – Đà Lạt đang được xây dựng đi qua. Có số người lao động thiểu số tại chỗ khoảng 20%. Người dân tộc sống chủ yếu dựa trên việc khai thác lâm sản phụ.

### Địa hình
Đạ Huoai là một vùng tiếp giáp giữa Tây Nguyên và miền Đông Nam Bộ, được bao bọc bởi sông Đồng Nai từ 3 phía: tây, nam, bắc. Địa hình thấp dần từ phía tây bắc xuống giáp sông Đồng Nai bị chia cắt bởi các đồi núi từ cao nguyên Di Linh - Bảo Lộc kéo xuống, đồng thời cũng tạo ra bậc thềm bằng phẳng. Địa hình bằng phẳng chủ yếu do bồi tụ phù sa của sông. Đây là địa hình mang tính chất chuyển tiếp giữa dạng địa hình vùng cao nguyên và địa hình vùng đồng bằng, thực chất đây là một bình nguyên.
Địa hình: Bị chia cắt bởi nhiều khe, sông suối rất phức tạp. Độ cao tuyệt đối 180 – 800 m so với mực nước biển, độ dốc bình quân 15°.
Đất đai: phần nhiều là đất feralít vàng đến vàng nhạt phát triển trên đá mẹ Granít, độ phì của đất thuộc dạng khá nên thích hợp cho việc trồng rừng. Ngoài ra vùng phía tây huyện Đạ Huoai (Cát Tiên cũ) còn có đất phù sa trên địa hình bằng thấp dọc sông Đồng Nai và các dòng suối, phù hợp cho việc trồng lúa nước.
Núi cao nhất ở Đạ Huoai là núi Lu Bu (núi Lú Mu) (1.079m) với đặc điểm là tảng đá lớn trên đỉnh núi có thể nhìn thấy từ quốc lộ 20.

### Khí hậu
Đạ Huoai có độ cao trung bình 300 - 400m so với mặt biển, khí hậu rất khác với Đà Lạt, Bảo Lộc, nhưng rất gần với khí hậu các tỉnh miền Đông Nam Bộ.
Đạ Huoai nằm trong vùng nhiệt đới gió mùa, nhưng khí hậu cao thấp có nét đặc trưng riêng của một huyện phía nam tỉnh Lâm Đồng, nhiệt độ trung bình cao, biên độ dao động ngày và đêm không lớn đặc biệt thời hạn nắng nhiều với 7,5 giờ/ ngày, ẩm độ không thích hợp với các tập đoàn cây trồng vùng ôn đới nhưng rất thích hợp với những cây trồng vùng nhiệt đới., mưa khá điều hòa.
Nhiệt độ trung bình hàng năm 22 – 24 °C, nhiệt độ cao nhất 34 – 35 °C, nhiệt độ thấp nhát, đặc biệt những tháng giáp Tết Nguyên đán, chỉ 15 – 19 °C. Đạ Huoai chịu ảnh hưởng trực tiếp của gió mùa tây nam, lượng mưa hàng năm cao. Cường độ mưa lớn và nhiều ngày.
Vì nằm trong vùng khí hậu nhiệt đới gió mùa điển hình nên Đạ Huoai có hai mùa rõ rệt mùa mưa và mùa khô. Mùa khô từ tháng 11 đến hết tháng 4 năm sau, mùa mưa từ tháng 5 đến hết tháng 10.

### Thủy văn
Đạ Huoai nằm ở vùng thượng nguồn sông Đồng Nai. Sông Đồng Nai (còn gọi Đa Dâng) làm ranh giới tự nhiên ở phía bắc, phía tây và phía nam của huyện.
Trên địa bàn huyện còn có các sông lớn chảy qua là sông Đạ Huoai, sông Đạ Mri, Đạ Nha và sông Đạ Tẻh vào mùa khô có thể thuận tiện cho việc giao thông qua lại nhưng vào mùa mưa do lưu lượng nước chảy qua nhiều nên giao thông qua lại gặp nhiều khó khăn.
Sông Đạ Huoai phát nguyên từ suối Đạ Mri, chảy xuống qua Suối Tiên. Khi vào địa phận Đạ Huoai, lòng sông rộng dần ra trung bình 15 m, rồi đổ vào sông Đồng Nai. Phụ lưu chính là sông Đạ Mrê có chiều dài 50 km, rộng từ 10 m đến 12 m. Bên cạnh đó, 2 sông Đạ Nha dài 50 km và Đạ Tẻh dài 30 km đều chảy ra sông Đồng Nai.

### Lâm nghiệp
Phần lớn các xã, thị trấn của huyện Đạ Huoai đều có rừng.
Diện tích rừng và đất lâm nghiệp toàn huyện:
- Lâm trường Đạ Huoai quản lý: 14.571 ha (trong đó quản lý đất nông nghiệp: 567 ha, đất khác 61 ha, Quy hoạch cho rừng phòng hộ: 3.611 ha, rừng sản xuất: 11.588 ha mà đất không có rừng 734 ha, đất có rừng 13.888,7 ha).
- Ban quản lý rừng Nam Huoai quản lý: 19.504 ha. Quy hoạch cho rừng phòng hộ: 14.567 ha, rừng sản xuất: 4.907 ha.

## Hành chính

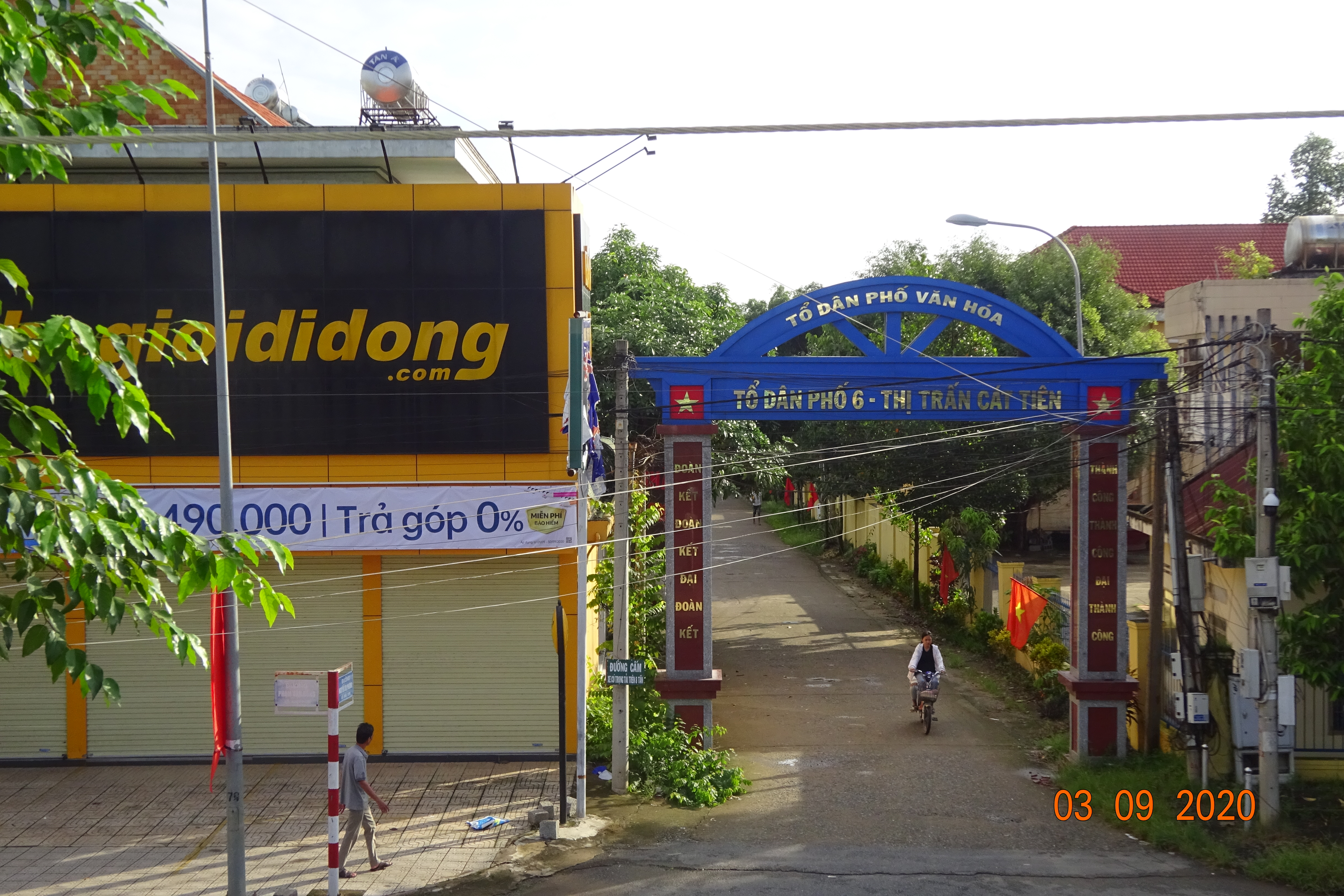
Một góc thị trấn Cát Tiên, huyện Đạ Huoai

Huyện Đạ Huoai có 23 đơn vị hành chính cấp xã trực thuộc, bao gồm 5 thị trấn: Đạ Tẻh (huyện lỵ), Cát Tiên, Đạ M'ri, Ma Đa Guôi, Phước Cát và 18 xã: An Nhơn, Bà Gia, Đạ Kho, Đạ Lây, Đạ Oai, Đạ Pal, Đồng Nai Thượng, Đức Phổ, Gia Viễn, Ma Đa Guôi, Hà Lâm, Mỹ Đức, Nam Ninh, Phước Cát 2, Quảng Ngãi, Quảng Trị, Quốc Oai, Tiên Hoàng.
Cùng với huyện Bình Xuyên (Vĩnh Phúc), Đạ Huoai là một trong hai huyện có 5 thị trấn tại Việt Nam.

## Lịch sử
Trong kháng chiến chống Mĩ, địa bàn Đạ Huoai được gọi là K4 do Ban cán sự Đảng K4 thuộc Tỉnh ủy Lâm Đồng phụ trách.
Lực lượng cách mạng đã thường xuyên kiểm soát và làm chủ đoạn đường từ đèo Chuối đến phía nam Bảo Lộc, tạo nên cửa khẩu quan trọng tiếp tế lương thực thực phẩm và cung cấp tin tức từ bên ngoài cho Khu VI và vùng căn cứ tỉnh Lâm Đồng cũ.
Đạ Huoai có một xã căn cứ cách mạng gọi là xã BGia, nay là một phần của xã Đạ Plơa và xã Đoàn Kết. Nơi đây, dưới sự lãnh đạo của chi bộ Đảng, dân quân du kích đã tham gia vào cuộc nổi dậy phá ấp chiến lược Bắc Ruộng và nhân dân vùng kháng chiến đã tham gia tải lương, tiếp đạn.
Ngày 27 tháng 3 năm 1975, lực lượng sư đoàn 7 đánh chiếm chi khu Đạ Huoai (tên cũ gọi là chi khu BSar), chiếm đồn Madagouil và giải phóng xã Madagouil.
Ngày 22 tháng 8 năm 1998, xã BGia được Nhà nước tuyên dương "Anh hùng lực lượng vũ trang".

### Lịch sử hành chính
Đạ Huoai trước kia là một vùng đất thuộc quận B'Lao.
Năm 1959, quận B'Lao được đổi tên thành quận Bảo Lộc. Madaguoil là một xã thuộc quận Bảo Lộc, sau này trở thành xã Ma Đa Guôi và thị trấn Ma Đa Guôi, huyện lỵ của Đạ Huoai.
Ngày 12 tháng 7 năm 1965, xã BSar thuộc quận Tánh Linh (tỉnh Bình Tuy) được sáp nhập vào quận Bảo Lộc.
Trước năm 1975, vùng đất Đạ Huoai hiện nay chỉ có 2 xã: BSar và Ma Đa Guôi.
Sau ngày miền Nam hoàn toàn giải phóng, thống nhất đất nước, vùng đất Đạ Huoai thuộc huyện Bảo Lộc, tỉnh Lâm Đồng gồm 4 xã: Lộc Thọ, Lộc Phước, Lộc Phú và Lộc Trung.
Ngày 14 tháng 3 năm 1979, Hội đồng Chính phủ ban hành Quyết định số 116-CP về việc thành lập huyện Đạ Huoai trên cơ sở 7 xã: Đạ Kho, Đạ Lây, Đạ Mri, Đa Plơa, Đạ Oai, Đa Tẻh, Ma Đa Guôi; thị trấn Ma Đa Guôi và 2 thị trấn nông trường: Đạ Tẻh, Đạ Mré của huyện Bảo Lộc cũ.
Ngày 29 tháng 12 năm 1981, Quốc hội ban hành Nghị quyết về việc sáp nhập xã Đồng Nai thuộc huyện Phước Long, tỉnh Sông Bé vào huyện Đạ Huoai quản lý.
Ngày 6 tháng 3 năm 1984, Hội đồng Bộ trưởng ban hành Quyết định số 38-HĐBT về việc:
- Chia xã Đạ Kho thành xã Đạ Kho và xã Triệu Hải.
- Chia xã Đạ Tẻh thành xã An Nhơn và xã Hà Đông.
- Chia xã Đồng Nai thành 4 xã: Đồng Nai, Quảng Ngãi, Phù Mỹ và Phước Cát.

Ngày 6 tháng 6 năm 1986, Hội đồng Bộ trưởng ban hành Quyết định số 67-HĐBT về việc:
- Chia xã Đạ Plơa thành xã Đạ Plơa và xã Đoàn Kết
- Chia xã Đạ M'ri thành xã Đạ M'ri, xã Hà Lâm và thị trấn Đạ M'ri
- Chia xã Đạ Oai thành xã Đạ Oai và xã Đạ Tồn.
- Chia xã Triệu Hải thành xã Triệu Hải và xã Quảng Trị.
- Chia xã Hà Đông thành 3 xã: Hà Đông, Mỹ Đức và Quốc Oai.
- Chia xã Đạ Lây thành xã Đạ Lây và xã Hương Lâm.
- Chia xã Quảng Ngãi thành xã Quảng Ngãi và xã Tư Nghĩa.
- Chia xã Phù Mỹ thành xã Phù Mỹ và xã Mỹ Lâm.
- Chia xã Đồng Nai thành 4 xã: Đức Phổ, Nam Ninh, Gia Viễn, Tiên Hoàng và thị trấn Đồng Nai.
- Chia xã Phước Cát thành xã Phước Cát 1 và xã Phước Cát 2.

Huyện Đạ Huoai bao gồm 4 thị trấn: Đồng Nai, Đạ M'ri, Đạ Tẻh, Ma Đa Guôi và 26 xã: An Nhơn, Đạ Kho, Đạ Lây, Đạ M'ri, Đạ Plơa, Đạ Oai, Đạ Tồn, Đoàn Kết, Đức Phổ, Gia Viễn, Hà Đông, Hà Lâm, Hương Lâm, Ma Đa Guôi, Mỹ Đức, Mỹ Lâm, Nam Ninh, Phù Mỹ, Phước Cát 1, Phước Cát 2, Quảng Ngãi, Quảng Trị, Quốc Oai, Tiên Hoàng, Triệu Hải, Tư Nghĩa.
Ngày 6 tháng 6 năm 1986, Hội đồng Bộ trưởng ban hành Quyết định số 68-HĐBT về việc chia huyện Đạ Huoai thành 3 huyện: Đạ Huoai, Đạ Tẻh và Cát Tiên.
Huyện Đạ Huoai còn lại 2 thị trấn: Đạ M'ri, Ma Đa Guôi và 7 xã: Đạ M'ri, Đạ Plơa, Đạ Oai, Đạ Tồn, Đoàn Kết, Hà Lâm, Ma Đa Guôi.
Ngày 31 tháng 12 năm 2002, Chính phủ ban hành Nghị định số 112/2002/NĐ-CP về việc thành lập xã Phước Lộc trên cơ sở 7.766 ha diện tích tự nhiên và 3.008 nhân khẩu của xã Hà Lâm.
Ngày 1 tháng 1 năm 2020, Uỷ ban Thường vụ Quốc hội ban hành Nghị quyết số 833/NQ-UBTVQH14 về việc sáp nhập xã Đạ M'ri vào thị trấn Đạ M'ri.
Đến cuối nam 2023, huyện Đạ Huoai có 2 thị trấn: Đạ M'ri, Ma Đa Guôi và 7 xã: Đạ Plơa, Đạ Oai, Đạ Tồn, Đoàn Kết, Hà Lâm, Ma Đa Guôi, Phước Lộc.
Ngày 24 tháng 10 năm 2024, Ủy ban Thường vụ Quốc hội ban hành Nghị quyết số 1245/NQ-UBTVQH15 về việc sắp xếp đơn vị hành chính cấp huyện, cấp xã của tỉnh Lâm Đồng giai đoạn 2023–2025 (nghị quyết có hiệu lực từ ngày 1 tháng 12 năm 2024). Theo đó:
- Sáp nhập toàn bộ 426,71 km² diện tích tự nhiên, quy mô dân số là 44.783 người của huyện Cát Tiên và toàn bộ 526,73 km² diện tích tự nhiên, quy mô dân số là 57.194 người của huyện Đạ Tẻh vào huyện Đạ Huoai.
- Sáp nhập xã Triệu Hải vào xã Quảng Trị.
- Thành lập xã Bà Gia trên cơ sở xã Đoàn Kết và xã Đạ P’loa.
- Sáp nhập xã Phước Lộc vào xã Hà Lâm.
- Sáp nhập xã Đạ Tồn vào xã Đạ Oai.

Sau khi sắp xếp, huyện Đạ Huoai có 1.448,48 km² diện tích tự nhiên và quy mô dân số là 146.064 người; 23 đơn vị hành chính cấp xã, bao gồm 5 thị trấn: Đạ Tẻh, Đạ M’ri, Ma Đa Guôi, Cát Tiên, Phước Cát và 18 xã: An Nhơn, Bà Gia, Đạ Kho, Đạ Lây, Đạ Oai, Đạ Pal, Đồng Nai Thượng, Đức Phổ, Gia Viễn, Hà Lâm, Ma Đa Guôi, Mỹ Đức, Nam Ninh, Phước Cát 2, Quảng Ngãi, Quảng Trị, Quốc Oai, Tiên Hoàng, giữ ổn định đến nay.

## Kinh tế - xã hội
Đạ Huoai là huyện được thành lập từ chính sách di dân mở khu kinh tế mới. Cho đến nay, kinh tế huyện chủ yếu vẫn dựa vào nông lâm nghiệp. Theo tính toán của ngành thống kê tỉnh Lâm Đồng, GDP bình quân đầu người của huyện Đạ Huoai trong năm 1995 đạt 221 USD, trong khi đó GDP bình quân đầu người của tỉnh Lâm Đồng là 307 USD.
Đạ Huoai là một vùng đất có tiềm năng về rừng với nhiều loại gỗ quý, đặc biệt rất nhiều tre nứa cung cấp cho công nghiệp giấy và ngành tiểu thủ công nghiệp: song, tre, mây, tăm nhang,...
Đất đai của Đạ Huoai phù hợp với cây công nghiệp, cây ăn quả, cây lương thực. Huyện Đạ Huoai có diện tích trồng sầu riêng lớn nhất Việt Nam và được mệnh danh là "thủ phủ sầu riêng Việt Nam".
Do có nhiều sông suối, với nhiều thảm thực vật tự nhiên, lại nằm ở đoạn giữa trên con đường nối liền giữa Thành phố Hồ Chí Minh với Đà Lạt, ngay ở ngã ba nối liền quốc lộ 20 với vùng Đạ Tẻh, Cát Tiên bằng đường 721, nên huyện Đạ Huoai có nhiều điều kiện thuận lợi để phát triển dịch vụ du lịch bên cạnh nền kinh tế chủ lực của mình là nông - lâm - công nghiệp.
Đạ Huoai có 9.694 ha đất nông nghiệp, trong đó đất cây công nghiệp lâu năm chiếm 5.549 ha; đất có rừng 35.551,22 ha, trong đó rừng tự nhiên là 34.397,44 ha, rừng trồng 1.153,78 ha, diện tích sông suối 365 ha.
Tổng sản lượng lương thực qui thóc năm 1999 là 2.271 tấn, trong đó có 1.653 tấn là sản lượng của 528 ha lúa.
Mía là cây công nghiệp ngắn ngày phát triển khá trên diện tích 741 ha với sản lượng 48.761 tấn mía cây.
Điều là cây công nghiệp dài ngày phát triển mạnh, từ 898 ha (năm 1991) đã tăng lên 4.490 ha (năm 1999) với sản lượng 1.304 tấn hạt. Loại cây này rất phù hợp với diện tích rộng lớn của các khu đất trống, đồi núi trọc vùng Đạ Huoai và cung cấp hạt điều cho Xí nghiệp Chế biến hạt điều.
Cây ăn quả vùng Đạ Huoai phát triển thuận lợi. Năm 1991 diện tích 350 ha, đến năm 1999 diện tích tăng lên gần gấp 4 lần (1.310 ha), với tổng sản lượng là 5.197 tấn. Cây ăn quả ở đây có nhiều loại như: chôm chôm, sầu riêng, mít tố nữ,... Mùa quả ở Đạ Huoai thường chậm hơn so với mùa quả ở các miệt vườn miền Nam vài tháng cho nên bán chạy, ít bị đụng chợ, nên vào dịp cuối mùa quả, người tiêu dùng và du khách thường tìm mua trái cây vùng Đạ Huoai.
Ngành nông lâm nghiệp của Đạ Huoai năm 1995 chỉ đạt tổng giá trị sản xuất 9,5 tỷ, còn thấp so với tiềm năng một vùng nguyên liệu khá phong phú như tre nứa, điều, mía, đá xây dựng, vàng, nước khoáng thiên nhiên,...

### Xã hội
Hoạt động văn hoá, giáo dục, y tế của huyện Đạ Huoai cũng có nhiều chuyển biến đáng kể. Huyện có 15 trường học (11 trường tiểu học, 3 trường trung học cơ sở, 1 trường trung học cơ sở và phổ thông trung học) với 7.982 học sinh. Toàn huyện có 1 phòng khám đa khoa và 9 trạm y tế nằm rải rác ở thị trấn Mađagui và các xã với 96 y tá và bác sĩ.

## Dân số
Huyện Đạ Huoai có diện tích 494,4 km², dân số ngày 1/4/2019 là 33.998 người, mật độ dân số đạt 69 người/km².
Trước khi sáp nhập, huyện Đạ Huoai có diện tích 495,04 km², dân số tính đến ngày 31/12/2022 là 44.087 người, mật độ dân số đạt 89 người/km².
Sau khi sáp nhập, huyện Đạ Huoai có diện tích 1.448,48 km², dân số năm 2024 là 146.064 người, mật độ dân số đạt 101 người/km².

## Du lịch

### Vườn quốc gia Cát Tiên
Huyện Đạ Huoai thuộc Vườn quốc gia Cát Tiên đã được UNESCO công nhận là khu dự trữ sinh quyển thế giới và có khu bảo tồn tê giác một sừng.

### Thác Triệu Hải (Đakala)
Thuộc địa phận xã Quảng Trị, đây là thác nước đứng một bậc, phía trên có 6 thác giật cấp với chiều cao từ đỉnh đến chân thác khoảng 70m, lưu lượng nước nhiều hơn chút ít so với thác Đatanla ở Đà Lạt, có hồ nước rộng ở chân thác và mọi người có thể tắm tại đây. Đường vào thác rất thuận tiện và phong cảnh rất đẹp với rừng ở hai bên. Nước trong vắt và lạnh mát vào mùa hè, mùa mưa nước chỉ hơi đục. Đi từ hướng thị trấn Đạ Tẻh vào còn cách xa thác chừng 3 km nhưng đã có thể nhìn thấy dòng thác chảy từ trên núi xuống.

### Thác Xuân Đài
Thác Xuân Đài cách thác Đakala khoảng 1 km về phía Bắc, trên địa bàn xã Đạ Pal, là thác nhiều bậc giật cấp (tổng cộng có 3 bậc), bậc cao nhất cao khoảng 15m. Thác cũng có phong cảnh rất đẹp và nên thơ, được bao bọc bởi rừng già nguyên thủy.

### Hồ Đạ Tẻh
Hồ Đạ Tẻh rộng 21.000 ha, cách trung tâm huyện 9 km, thuộc xã Mỹ Đức là hồ thủy lợi lớn nhất Lâm Đồng. Đây không chỉ là công trình thủy lợi mà còn là một điểm đến rất thú vị dành cho khách du lịch. Vùng đầu nguồn là khu vực bảo tồn thiên nhiên với hệ sinh thái rừng mưa nhiệt đới nguyên thủy chưa có sự tác động của con người, nơi đây rất đa dạng với các loài thực vật và động vật, đặc biệt xung quanh hồ có hàng chục thác nước tuyệt đẹp.

### Suối Tiên
Suối Tiên là một thắng cảnh tự nhiên nổi tiếng của Đạ Huoai. Nằm cạnh quốc lộ 20, sông Đạ Huoai lượn quanh những dãy núi cao và những cánh rừng trùng điệp, lòng sông có những tảng đá lớn nhưng được bào mòn nhẵn, nhấp nhô, tạo nên những dòng thác nhỏ. Gọi là Suối Tiên nhưng thực ra đó là một đoạn của con sông Đạ Huoai. Du khách có thể thả bè trôi trên dòng suối hay bơi lội vào những ngày nắng ráo đẹp trời. Khu du lịch Suối Tiên đang thu hút nhiều du khách dừng chân trong những chuyến tham quan Lâm Đồng - Đà Lạt.